# Mark Sudack
Mark Andrew Sudack' (Nova Iorque, 9 de abril de 1976) é um produtor, empresário e A&R americano. Namorou Mariah Carey de 2003 à 2007.